# Суфраган
Суфраган (лат. Suffraganeus [episcopus]) — вікарний єпископ західної церкви. Англіканський аналог терміна «вікарій (вікарний єпископ)» у англійській мові — suffragan bishop, у католицькій церкві — auxiliary bishop.

## Історія
Термін суфраган походить від латинського suffragium — голос при голосуванні, в середньовічній латині — допомога, підтримка. Походження назви, ймовірно, пов'язано з виниклим вже в ранній церкві її поділом на провінції на чолі з митрополитами. При цьому всі єпископи в межах провінції володіли правом голосу на провінційному соборі, тобто були суфраганами у своїй провінції.
У Середньовіччі термін суфраган міг позначати будь-якого священнослужителя, який є помічником іншого: вікарного єпископа, помічника абата, парафіяльного вікарія. Згодом у римо-католицькій церкві назва суфраган збереглася тільки за самостійними єпископами провінції, висловлюючи при цьому їх певну залежність від митрополита (або архієпископа).